# Singel (sport)
Singel – w sporcie potoczna nazwa gry pojedynczej czyli rozgrywanej przez dwóch graczy przeciwko sobie.
Stosowana w grach takich jak tenis, tenis stołowy, badminton, speed-ball.